# Wahlkreis Neunkirchen
Der Wahlkreis Neunkirchen ist einer von drei Wahlkreisen für die Wahlen des saarländischen Landtags. Er umfasst die Landkreise Neunkirchen (Nummer 2 der Übersichtskarte) und St. Wendel (Nummer 6) sowie den Saarpfalz-Kreis (Nummer 5).

## Wahl 2022
| Partei               | Spitzenkandidat der Wahlkreisliste | Stimmen in % |
| -------------------- | ---------------------------------- | ------------ |
| CDU                  | Stephan Toscani                    | 30,7         |
| SPD                  | Sebastian Thul                     | 42,6         |
| Die Linke            | Barbara Spaniol                    | 2,4          |
| AfD                  | Christoph Schaufert                | 5,9          |
| Grüne                | Lisa Becker                        | 4,6          |
| FDP                  | Marcel Mucker                      | 4,3          |
| Familie              | Albrecht Hauck                     | 0,9          |
| Piraten              | Klaus Schummer                     | 0,4          |
| Freie Wähler         | Axel Kammerer                      | 1,7          |
| dieBasis             | Ute Weisang                        | 1,3          |
| bunt.saar            | Armin König                        | 1,4          |
| ÖDP                  | Claus Jacob                        | 0,2          |
| Die PARTEI           | Christian Weber                    | 0,8          |
| Gesundheitsforschung | Maximilian Kirsch                  | 0,2          |
| Tierschutzpartei     | Thomas Weber                       | 2,0          |
| SGV                  | Claudia Wentz                      | 0,2          |
| Volt                 | Martin Duda                        | 0,4          |

## Wahl 2017
Bei der Landtagswahl am 26. März 2017 im Saarland wurden im Wahlkreis Neunkirchen 17 Abgeordnete über die Wahlkreisliste gewählt. Die Wahlbeteiligung betrug 71,0 %.
| Partei       | Spitzenkandidat der Wahlkreisliste | Stimmen in % | Gewählte Bewerber |
| ------------ | ---------------------------------- | ------------ | ----------------- |
| CDU          | Klaus Bouillon                     | 43,0         | 8                 |
| SPD          | Stefan Pauluhn                     | 29,7         | 6                 |
| Die Linke    | Barbara Spaniol                    | 11,2         | 2                 |
| PIRATEN      | Gerd Rainer Weber                  | 0,7          | -                 |
| Grüne        | Tina Schöpfer                      | 3,4          | -                 |
| FAMILIE      | Susanne Hentschel                  | 1,0          | -                 |
| FDP          | Marcel Mucker                      | 2,8          | -                 |
| NPD          | Frank Franz                        | 0,6          | -                 |
| FW           | Axel Kammerer                      | 0,4          | -                 |
| AfD          | Lutz Hecker                        | 6,4          | 1                 |
| DBD          | Peter Kielbassa                    | 0,1          | -                 |
| Die Einheit  | Waldemar Popp                      | 0,2          | -                 |
| Die Reformer | Ralf Berberich                     | 0,2          | -                 |
| FBU          | Gisela Maria Müller                | 0,0          | -                 |
| LKR          | Patrick Kirsch                     | 0,2          | -                 |

Über die Wahlkreisliste zogen folgende Kandidaten in den Landtag ein:
- CDU: Klaus Bouillon, Alexander Funk, Tobias Hans, Ruth Meyer, Hermann-Josef Scharf, Jutta Schmidt-Lang, Alwin Theobald, Stephan Toscani
- SPD: Christina Baltes, Pia Döring, Elke Eder-Hippler, Magnus Jung, Stefan Pauluhn, Sebastian Thul
- Die Linke: Ralf Georgi, Barbara Spaniol
- AfD: Lutz Hecker

## Wahl 2012
Bei der Landtagswahl am 25. März 2012 im Saarland wurden im Wahlkreis Neunkirchen 17 Abgeordnete über die Wahlkreisliste gewählt. Die Wahlbeteiligung betrug 63,8 %.
| Partei             | Stimmen in % | Gewählte Bewerber |
| ------------------ | ------------ | ----------------- |
| CDU                | 35,7         | 7                 |
| SPD                | 31,2         | 6                 |
| Die Linke          | 15,2         | 3                 |
| FDP                | 1,1          | -                 |
| Grüne              | 4,4          | -                 |
| FAMILIE            | 2,2          | -                 |
| NPD                | 1,2          | -                 |
| FW                 | 0,8          | -                 |
| Direkte Demokratie | 0,4          | -                 |
| PIRATEN            | 7,8          | 1                 |

Über die Wahlkreisliste zogen folgende Kandidaten in den Landtag ein:
- CDU: Hans Ley, Stephan Toscani, Gaby Schäfer, Hermann-Josef Scharf, Günter Becker, Tobias Hans, Ruth Meyer
- SPD: Stefan Pauluhn, Gisela Kolb, Magnus Jung, Elke Eder-Hippler, Günter Waluga, Sebastian Thul
- Die Linke: Barbara Spaniol, Ralf Georgi, Pia Döring
- Piraten: Michael Hilberer

## Wahl 2009
Bei der Landtagswahl am 30. August 2009 im Saarland wurden im Wahlkreis Neunkirchen 17 Abgeordnete über die Wahlkreisliste gewählt. Die Wahlbeteiligung betrug 69,1 %.
| Partei    | Spitzenkandidat der Wahlkreisliste | Stimmen in % | Gewählte Bewerber |
| --------- | ---------------------------------- | ------------ | ----------------- |
| CDU       | Hans Ley                           | 35,7         | 7                 |
| SPD       | Cornelia Hoffmann-Bethscheider     | 25,5         | 5                 |
| FDP       | Georg Weisweiler                   | 8,4          | 1                 |
| Grüne     | Markus Schmitt                     | 5,1          | 1                 |
| Die Linke | Barbara Spaniol                    | 20,2         | 3                 |
| FAMILIE   | Heinz Dabrock                      | 2,6          | -                 |
| FBU       | Maria Kreuscher-Steinmetz          | 0,1          | -                 |
| FW        | Elmar Becker                       | 0,8          | -                 |
| NPD       | Bernd Ehrreich                     | 1,6          | -                 |

Über die Wahlkreisliste zogen folgende Kandidaten in den Landtag ein:
- CDU: Günter Becker, Tobias Hans, Hans Ley, Karl Rauber, Gaby Schäfer, Hermann-Josef Scharf, Stephan Toscani
- SPD: Elke Eder-Hippler, Cornelia Hoffmann-Bethscheider, Magnus Jung, Gisela Kolb, Stefan Pauluhn
- Die Linke: Ralf Georgi, Heike Kugler, Barbara Spaniol
- FDP: Georg Weisweiler (später ersetzt durch Christian Schmitt)
- Bündnis 90/Die Grünen: Markus Schmitt